# Seznam poštovních známek České republiky 2016
Seznam českých poštovních známek vydaných v roce 2016
| číslo | datum             | nominální hodnota | rozměr     | grafika                   | rytí              | název                                                                                   |
| ----- | ----------------- | ----------------- | ---------- | ------------------------- | ----------------- | --------------------------------------------------------------------------------------- |
| 873   | 20. ledna 2016    | 13 Kč             | 40 × 23 mm | Zdeněk Netopil            |                   | Tradice české známkové tvorby: Karel Svolinský (1896–1986)                              |
| 874   | 20. ledna 2016    | 17 Kč             | 40 × 23 mm | Renáta Fučíková           | Bohumil Šneider   | Osobnosti: Jeroným Pražský                                                              |
| 875   | 3. února 2016     | 13 Kč             | 26 × 36 mm | Zdeněk Daněk              | Jaroslav Tvrdoň   | Štěňata – česká národní plemena psů: Český strakatý pes                                 |
| 876   | 17. února 2016    | 27 Kč             | 40 × 23 mm | Petr Ptáček               | Jaroslav Tvrdoň   | Historické dopravní prostředky: Slovenská strela                                        |
| 877   | 17. února 2016    | 27 Kč             | 40 × 23 mm | Jindřich Žáček            | Jaroslav Tvrdoň   | Historické dopravní prostředky: Kolesový parník Vyšehrad                                |
| 878   | 16. března 2016   | 13 Kč             | 23 × 40 mm | Eva Hašková               | Jaroslav Tvrdoň   | Osobnosti: Tomáš Baťa                                                                   |
| 879   | 16. března 2016   | 13 Kč             | 23 × 40 mm | Adolf Absolon             | Martin Srb        | Technické památky: 125 let Petřínské rozhledny a 125 let lanové dráhy na Petřín         |
| 880   | 16. března 2016   | 27 Kč             | 30 × 23 mm | Zdeněk Ziegler            | Václav Fajt       | Spojený ústav jaderných výzkumů v Dubně, 60 let                                         |
| 881   | 6. dubna 2016     | 17 Kč             | 40 × 26 mm | Adolf Absolon             | Martin Srb        | Krásy naší vlasti: Hrad Buchlov                                                         |
| 882   | 27. dubna 2016    | 13 Kč             | 23 × 40 mm | Pavel Sivko               |                   | Česko-slovenská filatelistická výstava Žďár nad Sázavou                                 |
| 883   | 27. dubna 2016    | 16 Kč             | 36 × 26 mm | Jaromír a Libuše Knotkovi |                   | Otakárci (otakárek fenyklový a otakárek ovocný)                                         |
| 884   | 4. května 2016    | 27 Kč             | 40 × 23 mm | Doxia Sergidou            |                   | EUROPA: Myslíme zeleně                                                                  |
| 885   | 4. května 2016    | 54 Kč             | 40 × 50 mm | Jan Kavan                 | Miloš Ondráček    | Karel IV.                                                                               |
| 886   | 18. května 2016   | 38 Kč             | 40 × 50 mm |                           | Miloš Ondráček    | Pražský hrad: Lucas Cranach – Pražský oltář                                             |
| 887   | 18. května 2016   | 16 Kč             | 23 × 40 mm | Vladimír Suchánek         |                   | Prodaná nevěsta – 150. výročí od premiéry                                               |
| 888   | 18. května 2016   | A                 | 23 × 30 mm | Alex Dowis                |                   | Dětem: Víla Amálka                                                                      |
| 889   | 8. června 2016    | A                 | 30 × 23 mm | Marina Richterová         |                   | Vazba květin                                                                            |
| 890   | 22. června 2016   | 20 Kč             | 23 × 40 mm | Anna Khunová              | Jaroslav Tvrdoň   | Mezinárodní folklorní festival Strážnice                                                |
| 891   | 22. června 2016   | 32 Kč             | 40 × 23 mm | Milan Jaroš               |                   | Český olympijský tým                                                                    |
| 892   | 22. června 2016   | 16 Kč             | 40 × 23 mm | Milan Jaroš               |                   | Letní paralympijské hry 2016                                                            |
| 893   | 22. června 2016   | 27 Kč             | 23 × 40 mm | Vladislav Rostoka         | František Horniak | Ján Jesenský (společné vydání známky v Česku, Maďarsku, Polsku a na Slovensku)          |
| 894   | 7. září 2016      | 16 Kč             | 40 × 50 mm | Jaromír a Libuše Knotkovi | Martin Srb        | Ochrana přírody – Zoologické zahrady I. (levhart sněžný s mláďaty)                      |
| 895   | 7. září 2016      | 20 Kč             | 40 × 50 mm | Jaromír a Libuše Knotkovi | Martin Srb        | Ochrana přírody – Zoologické zahrady I. (lev berberský s mláďaty)                       |
| 896   | 7. září 2016      | 24 Kč             | 40 × 50 mm | Jaromír a Libuše Knotkovi | Martin Srb        | Ochrana přírody – Zoologické zahrady I. (nosorožec dvourohý s mládětem a pes hyenovitý) |
| 897   | 7. září 2016      | 27 Kč             | 40 × 50 mm | Jaromír a Libuše Knotkovi | Martin Srb        | Ochrana přírody – Zoologické zahrady I. (kůň Převalského s mláďaty)                     |
| 898   | 7. září 2016      | 20 Kč             | 23 × 40 mm | Karel Zeman               |                   | Osobnosti: Prof. RNDr. Antonín Holý                                                     |
| 899   | 7. září 2016      | 27 Kč             | 40 × 50 mm |                           | Václav Fajt       | Gerrit Dou – Mladá dáma na balkóně (společné vydání známky v Česku a Lichtenštejnsku)   |
| 900   | 7. září 2016      | 16 Kč             | 48 × 29 mm | Libor Sváček              |                   | Světové dědictví: Lednicko-valtický areál                                               |
| 901   | 7. září 2016      | 27 Kč             | 48 × 29 mm | Libor Sváček              |                   | Světové dědictví: Praha                                                                 |
| 902   | 7. září 2016      | A                 | 19 × 23 mm | Jaromír a Libuše Knotkovi |                   | Rosnička zelená                                                                         |
| 903   | 21. září 2016     | 16 Kč             | 40 × 23 mm | Václav Zapadlík           |                   | Historické dopravní prostředky: automobil Tatra 87                                      |
| 904   | 21. září 2016     | 16 Kč             | 40 × 23 mm | Pavel Sivko               |                   | Historické dopravní prostředky: dvouplošník Aero Ab-11                                  |
| 905   | 12. října 2016    | 16 Kč             | 40 × 23 mm | Adolf Absolon             |                   | Chráněná krajinná oblast Železné hory                                                   |
| 906   | 12. října 2016    | 27 Kč             | 40 × 50 mm | Jan Maget                 |                   | Boj o českou státnost 1916                                                              |
| 907   | 12. října 2016    | 27 Kč             | 40 × 50 mm | Jan Maget                 |                   | Boj o českou státnost 1916                                                              |
| 908   | 12. října 2016    | 20 Kč             | 19 × 23 mm | Jaromír a Libuše Knotkovi |                   | Vlha pestrá                                                                             |
| 909   | 9. listopadu 2016 | 32 Kč             | 36 × 26 mm | Otakar Karlas             |                   | UNESCO - 70 let                                                                         |
| 910   | 9. listopadu 2016 | 27 Kč             | 50 × 40 mm |                           | Václav Fajt       | Umělecká díla na známkách: Jaroslav Král                                                |
| 911   | 9. listopadu 2016 | 30 Kč             | 40 × 50 mm |                           | Jaroslav Tvrdoň   | Umělecká díla na známkách: Bedřich Stefan                                               |
| 912   | 9. listopadu 2016 | 38 Kč             | 40 × 50 mm |                           | Václav Fajt       | Umělecká díla na známkách: František Tichý                                              |